# Itterbeek (Lier)
De Itterbeek is een beek in de Belgische provincie Antwerpen die ontspringt op het grenspunt Berlaar, Putte en Beerzel.
Vervolgens vloeit ze door Koningshooikt (gemeente Lier), waar ze ten zuidoosten van de dorpskom verbonden is met een wateropvangbekken en natuurgebied, de Jutse Plassen. Na Koningshooikt ontvangt ze op de grens met Duffel de Haagbeek. Vanaf hier vormt ze de gemeentelijke grens Duffel-Lier. Even verderop voegt ook de Reymeurterloop zich bij de Itterbeek. Na de Oude Liersebaan/Waversesteenweg te kruisen stroomde ze ter hoogte van het landelijke gehucht Itterbeek in de Nete. Haar loop werd echter verlegd door de aanleg van de zinkbekkens van de Antwerpse Waterwerken, de welke ze volgt om ter hoogte van het Doodeind via de Lekbeek alsnog in de Nete te stromen.
Ter hoogte van de Itterbeekbrug heeft de snelstromende beek een breedte van vijf meter. Eertijds vormden zich broeken (onder andere Molenbroek) langsheen haar loop, omwille van de vele overstromingen. Haar vallei ten slotte, staat bekend als (beschermde) vindplaats voor wilde sneeuwklokjes.